# Distretto di Balatonalmádi
Il distretto di Balatonalmádi (in ungherese Balatonalmádi járás) è un distretto dell'Ungheria, situato nella provincia di Veszprém.